# Poggenkruger Leide
Die Poggenkruger Leide ist ein Schloot auf dem Gebiet von Poggenkrug, einem Ortsteil des Wittmunder Ortsteils Willen im Landkreis Wittmund in Ostfriesland. Er entspringt 400 Meter westlich und mündet rund  800 Meter östlich in das Norder Tief (Harle).